# 좌명공신
좌명공신(佐命功臣)은 태종 이방원이 왕자의 난 때 이방원에게 도움을 줬던 인물들에게 주었던 칭호이다.

## 수여자

### 좌명공신 1등
- 이저(李佇)
- 이거이(李居易)
- 하륜(河崙)
- 이무(李茂)
- 조영무(趙英茂)
- 이숙번(李叔蕃)
- 민무구(閔無咎)
- 신극례(辛克禮)
- 민무질(閔無疾)

### 좌명공신 2등
- 이래(李來)
- 이화(李和)
- 이천우(李天祐)

### 좌명공신 3등
- 성석린(成石璘)
- 이숙(李淑)
- 이지란(李之蘭)
- 황거정(黃居正)
- 윤저(尹柢)
- 김영렬(金英烈)
- 윤곤(尹坤)
- 박은(朴訔)
- 박석명(朴錫命)
- 마천목(馬天牧)
- 조희민(趙希閔)
- 유기(柳沂)

### 좌명공신 4등
- 조박(趙璞)
- 조온(趙溫)
- 권근(權近)
- 이직(李稷)
- 류량(柳亮)
- 조경(趙卿)
- 김승주(金承霔)
- 서익(徐益)
- 홍서(洪恕)
- 윤자당(尹子當)
- 이원(李原)
- 이승상(李升商)
- 김정경(金鼎卿)
- 서유(徐愈)
- 이종무(李從茂)
- 이응(李膺)
- 심구령(沈龜齡)
- 연사종(延嗣宗)
- 한규(韓珪)
- 김우(金宇)
- 문빈(文彬)
- 윤목(尹穆)
- 송거신(宋居信)